# 2002年ソルトレークシティオリンピックのフィギュアスケート・スキャンダル
2002年ソルトレークシティオリンピックのフィギュアスケート・スキャンダル（2002ねんソルトレークシティオリンピックのフィギュアスケート・スキャンダル）では、2002年にソルトレークシティオリンピックにおけるフィギュアスケート競技において発生した採点・判定への疑惑提起からその処置にいたるまでを総称したものである。
この一連の件は関係機関（IOCあるいはISU）において正式な名称を与えられているわけではないが、一般に「2002 Olympic Winter Games figure skating scandal」「figure skating judging scandal」などと呼ばれて、議論の対象となっていた。
2002年に開催されたソルトレークシティオリンピックにおけるフィギュアスケート競技では、判定を巡る激しい論争が発生した。国際オリンピック委員会は当初2位であったカナダペアにも2個目の金メダルを授与するという異例の事態となった。この事件をきっかけにしてフィギュアスケート競技の採点方法が全面的に変更された。この事件に続いて国際スケート連盟(ISU)内部の内紛が発生し、ISU技術委員のロン・フェニングら一部の理事が連盟の運営方針を痛烈に批判し、ISU及び各国のスケート連盟から追放されるという事態ともなった。

## スキャンダル
問題の発端は、2002年2月11日に行われたペア競技のフリースケーティングであった。ショートプログラムを1位で通過したロシアのエレーナ・ベレズナヤ&アントン・シハルリドゼのペアが、フリースケーティングにおいて男性が1回だけジャンプ着氷時にステッピングアウトを犯してしまった。一方で、続いて滑ったカナダのジェイミー・サレー&デヴィッド・ペルティエのペアはノーミスで演技を終えた。演技終了後、カナダのペアには大歓声が注がれ、会場もカナダのペアも優勝を確信した。しかし、採点では9人のジャッジのうち5人がロシアのベレズナヤ＆シハルリドゼのペアに1位を付け、カナダのサレー＆ペルティエのペアは銀メダルとなった。
当初、サレー＆ペルティエ組はこの結果を受け入れていたが、アメリカとカナダのマスコミはノーミスであったサレー＆ペルティエ組が着氷ミスをしたベレズナヤ＆シハルリドゼ組に負けるのは不当判定であるとして大騒ぎを始めた（他国のメディアはこの騒ぎを客観的に報道するのみであった。）。フリースケーティングの翌日である2月12日に開かれたISUの技術委員会においてフランスのジャッジであったマリー・レイヌ・ルグーニュが「フランスの連盟会長から、アイスダンスのマリナ・アニシナ&グウェンダル・ペーゼラ組をイリーナ・ロバチェワ&イリヤ・アベルブフ組に勝たせるという交換条件に、ペアではロシア組を勝たせてくれと言われた」と証言して騒ぎは拡大した。結局ルグーニュは後に署名入りの文書において「圧力は存在せず、自分はロシア組の優勝を確信している」と表明したがアメリカ・カナダの両国民や両国のマスメディアは、この結論に納得せず騒ぎ続けた。
2月15日、この騒ぎを受けてISUのオッタビオ・チンクアンタ会長が独自の行動を表明し、「フランスの審判員に不適切な行為があった」という理由を示してフランスの審判員の判定を削除し、1位をつけたジャッジの数を4対4の同数に変更してカナダ組にも金メダルを授与した。
この問題に関してISUは、4月30日にルグーニュとフランス連盟会長に3年間の国際試合出入り禁止及び次回開会国であるイタリアの2006年トリノオリンピックでの出入り禁止を決定しており、全ての調査を終えた。

### 採点の分析
| ベレズナヤ&シハルリドゼ | RUS | CHN | USA | FRA | POL | CAN | UKR | GER | JPN |
| ----------------------- | --- | --- | --- | --- | --- | --- | --- | --- | --- |
| 技術点                  | 5.8 | 5.8 | 5.7 | 5.8 | 5.7 | 5.7 | 5.8 | 5.8 | 5.7 |
| 芸術点                  | 5.9 | 5.9 | 5.9 | 5.9 | 5.9 | 5.8 | 5.9 | 5.8 | 5.9 |
| 席次                    | 1   | 1   | 2   | 1   | 1   | 2   | 1   | 2   | 2   |
| サレー&ペルティエ       | RUS | CHN | USA | FRA | POL | CAN | UKR | GER | JPN |
| 技術点                  | 5.8 | 5.9 | 5.8 | 5.8 | 5.8 | 5.9 | 5.8 | 5.9 | 5.8 |
| 芸術点                  | 5.8 | 5.8 | 5.9 | 5.8 | 5.8 | 5.9 | 5.8 | 5.9 | 5.9 |
| 席次                    | 2   | 2   | 1   | 2   | 2   | 1   | 2   | 1   | 1   |

| ペア競技のレフリーとジャッジ | ペア競技のレフリーとジャッジ | ペア競技のレフリーとジャッジ |
| 役職                         | 名前                         | 所属国                       |
| ---------------------------- | ---------------------------- | ---------------------------- |
| レフリー                     | ロン・フェニング             | ISU                          |
| アシスタント・レフリー       | Alexander Lakernik           | ISU                          |
| ジャッジ No.1                | マリナ・サナヤ               | ロシア                       |
| ジャッジ No.2                | Jiasheng Yang                | 中華人民共和国               |
| ジャッジ No.3                | Lucy Brennan                 | アメリカ合衆国               |
| ジャッジ No.4                | マリー・レーヌ・ルグーニュ   | フランス                     |
| ジャッジ No.5                | Anna Sierocka                | ポーランド                   |
| ジャッジ No.6                | Benoit Lavoie                | カナダ                       |
| ジャッジ No.7                | Vladislav Petukhov           | ウクライナ                   |
| ジャッジ No.8                | Sissy Krick                  | ドイツ                       |
| ジャッジ No.9                | 杉田秀男                     | 日本                         |

## 採点方法の歴史的意義
この事件をきっかけとして、フィギュアスケート競技の国際競技会における採点方法は大きく変化した。チンクアンタ会長はオリンピック開催期間中である2月16日に早くも「数日以内に新しい採点システムを提案する」と表明。2月18日に発表された素案についてチンクアンタ会長は「判定における国と国の間の裏取引を防ぐためのシステムである」としている。この新採点システムについてISUは構想発表時に「ソルトレイクシティで発生したような判定を巡るトラブルを一掃する為のシステム」と説明している。
なお、新旧の採点システムの具体的な違いについては、「フィギュアスケートの採点法」の項目中に詳細な説明があるので、本項では省略し、本事件との関わりに限定して説明する。オリンピック当時のフィギュアスケートにおける採点方法は、旧採点システムであり、ショートプログラムの順位から算出された順位点とフリースケーティングの順位から算出された順位点の合計によって総合順位を決める方式だった。当時はプログラム全体を審判の主観によって評価し採点していた。この事件を受けて導入されたフィギュアスケート競技の新採点システムでは、ある競技者がジャンプにおける些細なミスを犯したとしても、他の部分の技の難度や質が高ければ、ノーミスの競技者よりも高い点数が出ることも可能とした。たとえば、新採点システムではジャンプ着氷時のステッピングアウトは「-2(Grade of Executionによる）」であり、ジャンプそのものへの評価は行われる。よって、旧採点システムに見られるような「ジャンプを1回失敗したからといってそれが演技全体の評価につながる」と思われていた以前の主観性を排除した採点システムとなっている。
ペア競技において発生したと言われる「国同士の取引」を予防する措置として、「判定の無作為抽出」、「判定の匿名化」を採用した。旧採点システムにおいては、審判員の判定は全て採用されていた。つまりある審判員の判定に影響を及ぼすことが出来れば、その影響は確実に得点や順位に反映されたのである。しかしこの事件によって審判員への圧力の存在が明らかになった為、当時のISU会長であったチンクアンタ会長は判定の無作為抽出のアイデアを提唱した。このアイデアを巡ってはISU加盟各国から激しい反対意見も上がったが、最終的にはチンクアンタ案が採用され、「採点に関わった審判員の採点のうち、一定数をその都度無作為に採用して得点とする」というシステムとなった。また、従来はどの審判員が何点を出したかが明示されるシステムであったが、新採点システムにおいては、誰が何点を出したのかは全く判らないようになっている。
新採点システムはISUが公認する競技会では完全に用いられているが、ISU非公認の競技会では異なる採点システムが用いられることもある。例えば全米フィギュアスケート協会（The United States Figure Skating Association）が主催する国内大会においては「判定の無作為採用」「判定の匿名化」は行われておらず、全ての審判員の採点が採用され、なおかつ誰が何点を出したのかも明示されている。
また、ISUでフィギュアスケートの理事を務めたこともあるソニア・ビアンケッティも新しい採点システムにおいてはステップやスピン、技と技の繋ぎなどにも大きく加点されるようになったため、演技の傾向が「ジャンプ最優先」から、ステップやスピンにも力を注ぐものへと変化していったと指摘している。
女子シングル競技において発生した順位点によって競技の途中経過が分からなくなってしまうといった点は、新採点システムでは完全に排除され、単純に獲得点の合計が多い方が勝つという考え方に変更された。